# Guceviće
Guceviće (Servisch cyrillisch Гуцевиће) is een plaats in de Servische gemeente Tutin. De plaats telt 67 inwoners (2002).